# Nikólaos Smaragdís
Nikólaos Smaragdís (en grec moderne : Νικόλαος Σμαραγδής), souvent appelé Níkos Smaragdís (Νίκος Σμαραγδής), est un joueur grec de volley-ball né le 12 février 1982 à Thessalonique (Macédoine-Centrale). Il mesure 2,02 m et joue central. Il totalise 195 sélections en équipe de Grèce.

## Clubs
| Club                  | Pays  | De        | À         |
| --------------------- | ----- | --------- | --------- |
| Aris Salonique        | Grèce | 1996-1997 | 1998-1999 |
| PAOK Salonique        | Grèce | 1999-2000 | 2002-2003 |
| Panathinaikos Athènes | Grèce | 2003-2004 | 2005-2006 |
| Iraklis Salonique     | Grèce | 2006-2007 | 2008-2009 |
| Panathinaikos Athènes | Grèce | 2009-2010 | 2009-2010 |
| Iraklis Salonique     | Grèce | 2010-2011 | 2011-2012 |
| Olympiakos Le Pirée   | Grèce | 2012-2013 | jan 2015  |
| Foinikas Syros        | Grèce | jan 2015  | déc 2015  |
| PAOK Salonique        | Grèce | jan 2016  | déc 2017  |
| Iraklis Salonique     | Grèce | jan 2018  | mai 2018  |
| Olympiakos Le Pirée   | Grèce | déc 2018  | mai 2019  |

## Palmarès
- Ligue des champions
  -  Finaliste : 2009

- Coupe de la CEV
  - 3ème place : 2006

- Championnat de Grèce (10)
  - Vainqueur : 1997, 2004, 2006, 2007, 2008, 2012, 2013, 2014, 2016, 2017,  2019

- Coupe de Grèce (4)
  - Vainqueur : 2010, 2012, 2013, 2014

- League Cup (2)
  - Vainqueur : 2013, 2019

- Supercoupe de Grèce (2)
  - Vainqueur : 2007, 2008